# Frédéric Studer
Pour les articles homonymes, voir Studer.
Frédéric Studer, né à Carhaix le 4 mars 1801 et mort à Laval en 1875, est un prêtre jésuite français. Il est le fondateur de plusieurs établissements d'éducation dont le Lycée privé Sainte-Geneviève à Versailles.

## Biographie
Il entre au noviciat le 28 août 1819. Il est surveillant à Montmorillon et commence sa carrière comme professeur de grammaire et d'humanités à Dôle. Il enseigne ensuite la rhétorique à Brigg et à Fribourg, puis la théologie à Brugelette où il est aussi préfet des études. Jésuite, il devient recteur chez les Jésuites de Laval, puis Provincial de Paris de 1851 à 1857. Il devient par la suite à nouveau recteur des Jésuites de Laval dont il participe à l'extension. Il est aussi à l'origine de la fondation de plusieurs établissements d'éducation : Collège de Vaugirard à Paris en 1852, Immaculée-Conception de Metz (1852) et de Poitiers (1854). Il fonde aussi l'établissement Sainte-Geneviève à Versailles en 1854.